# Flugplatz Altlichtenwarth

i7
i11
i13
Der Flugplatz Altlichtenwarth (ICAO-Code: LOAR) ist ein Flugplatz in Altlichtenwarth in Niederösterreich. Er besteht seit 2005.
Der Flugplatz ist ein Segel- und Motorflugplatz, auf dem alle Arten von Luftfahrzeugen bis zum zulässigen Gesamtabfluggewicht von 2 Tonnen starten und landen dürfen. Hauptsächlicher Flugbetrieb findet an den Wochenenden und Feiertagen statt. 
Der Flugplatz liegt als östlichster Flugplatz in Österreich im Weinviertel im Bereich des Mühlberges zwischen den Orten Altlichtenwarth, Bernhardsthal, Reinthal und Katzelsdorf.
Die Lage des Flugplatzes in einem der bedeutendsten Vogelschutzgebiete Mitteleuropas ergab natürlich Bedenken seitens der Naturschutzbeauftragten und der NGO Bird Life. Unter Führung der Naturschutzabteilung des Amtes der Niederösterreichischen Landesregierung wurde die Mediation am runden Tisch betrieben, und eine Lösung erzielt, die den Bedürfnissen der Avifauna sowie dem Segelflugsport gerecht wird.